# General Electric Building
General Electric Building, de asemenea cunoscută ca 570 Lexington Avenue, este o clădire ce se află în New York City.

## Legături externe
- in-Arch.net: The General Electric Tower Arhivat în 26 ianuarie 2021, la Wayback Machine.

1. 1 2  archINFORM, accesat în 31 iulie 2018